# 6H busz (Szombathely)
A szombathelyi 6H jelzésű hivatásforgalmú autóbusz az Újperint, Erkel utca 54. és az Ipartelep, autóbusz-forduló megállóhelyek között közlekedett 2025. február 1-ig. A vonalat a Blaguss Agora üzemeltette. A buszokra csak az első ajtón lehet felszállni.

## Története
2022. január 1-től a vonal üzemeltetését a Blaguss Agora vette át. Ettől a naptól kezdve a járatok a VOLÁNBUSZ Zrt. helyett a Szent Gellért utca 64. megállóhelytől indulnak.
2022. augusztus 1-től, a 9H járat megszűnése miatt, a Vasútállomás érintésével közlekedett. Egy járat kivételével a buszok Újperintről indultak az Ipartelep felé, majd onnan egy kivételével mind a Szent Gellért utca 64. megállóig közlekedtek.

## Közlekedése
Csak hétköznap közlekedett a reggeli, délutáni és az esti műszakokhoz igazítva. Egy járat kivételével a buszok Újperintről indultak az Ipartelep felé, majd onnan egy kivételével mind a Szent Gellért utca 64. megállóig közlekedett.

## Útvonala
| Ipartelep, autóbusz-forduló felé | Újperint, Erkel utca 54. felé |
| --- | --- |
| Újperint, Erkel utca 54. - Erkel Ferenc utca - Külső Pozsonyi út - Körmendi út - Szent Gellért utca - Károly Róbert utca - Szent Flórián körút - Hunyadi János út - Szent Márton utca - Vörösmarty Mihály utca - Széll Kálmán utca - Vasútállomás - Szelestey László utca - Vörösmarty Mihály utca - Szent Márton utca - Zanati út - Puskás Tivadar utca - Ipartelep, autóbusz-forduló | Ipartelep, autóbusz-forduló - Puskás Tivadar utca - Zanati út - Szent Márton utca - Nádasdy Ferenc utca - Széll Kálmán utca - Vasútállomás - Szelestey László utca - Vörösmarty Mihály utca - Szent Márton utca - Hunyadi János út - Szent Flórián körút - Károly Róbert utca - Szent Gellért utca - Körmendi út - Külső Pozsonyi út - Erkel Ferenc utca - Újperint, Erkel utca 54. |

## Megállói
| 0  | 0  | Újperint, Erkel utca 54.                                                        | 23 | 6                                                                                          |                                                                         |
| 0  | 0  | Temesvár utca                                                                   | 22 | 6                                                                                          | Újperinti temető, Újperinti templom                                     |
| 1  | 1  | Külső Pozsonyi út 66.                                                           | 21 | 6                                                                                          |                                                                         |
| 2  | 2  | Újperint, bejárati út                                                           | 21 | 6                                                                                          |                                                                         |
| 4  | 4  | VOLÁNBUSZ Zrt.                                                                  | 20 | 6                                                                                          | VOLÁNBUSZ Zrt., INTERSPAR                                               |
| 5  | 5  | Szent Gellért utca 64.                                                          | 18 | 2A, 2C, 4H, 6, 8H, 12, 20A, 20C, 21, 23, 29A, 29C                                          |                                                                         |
| 7  | 7  | Waldorf iskola (Korábban: Fiatal Házasok Otthona)                               | 17 | 2A, 2C, 4H, 6, 8H, 12, 20A, 20C, 21, 23, 29A, 29C                                          | Apáczai Waldorf Általános Iskola, Fiatal Házasok Otthona, SAVARIA PLAZA |
| 8  | 8  | Szent Flórián körút 33.                                                         | 15 | 2A, 2C, 6, 8H, 12, 20A, 20C, 21, 29A, 29C                                                  | Gazdag Erzsi Óvoda                                                      |
| 9  | 9  | Víztorony                                                                       | 14 | 2A, 2C, 8H, 29A, 29C                                                                       | Víztorony, Brenner park, KRESZ park, Brenner-villa                      |
| 10 | 10 | Flórián Irodaház (Korábban: Iparszövetség Oktatási Központ)                     | 13 | 2A, 2C, 29A, 29C                                                                           | Flórián Irodaház, Munkanélküli Központ                                  |
| 11 | 11 | Piac                                                                            | 12 | 2A, 2C, 9, 21A, 29A, 29C                                                                   | Vásárcsarnok, Gayer park                                                |
| 13 | 13 | 56-osok tere (Széll Kálmán utca) (↓) 56-osok tere (Vörösmarty utca) (↑)         | 10 | 1U, 2A, 2C, 3H, 5, 6, 7, 9, 10H, 12, 20A, 20C, 21, 21A, 22, 23, 25, 27, 27A, 29A, 29C, 30Y | 56-osok tere, Vámhivatal, Földhivatal, Államkincstár, Gyermekotthon     |
| 14 | 14 | Vasútállomás                                                                    | 8  | 1U, 2A, 2C, 3H, 5, 6, 7, 9, 10H, 12, 20A, 20C, 21, 21A, 22, 23, 25, 27, 27A, 29A, 29C, 30Y | Szombathely Helyi autóbusz-állomás, Éhen Gyula tér                      |
| 16 | 15 | 56-osok tere (Vörösmarty utca)                                                  | ∫  | 2C, 3H, 6, 7, 9, 10H, 12, 20C, 21, 21A, 27, 27A, 29C, 30Y                                  | 56-osok tere, Vámhivatal, Földhivatal, Államkincstár, Gyermekotthon     |
| 18 | 17 | Vépi út                                                                         | 6  | 3H, 5H, 7                                                                                  |                                                                         |
| 19 | 18 | Zanati út 26.                                                                   | 4  | 5H, 7                                                                                      | FALCO Zrt., Vadvirág Óvoda                                              |
| 20 | 19 | Ipartelep, bejárati út (Puskás utca) (↓) Ipartelep, bejárati út (Zanati út) (↑) | 3  | 5H, 7                                                                                      | LIDL                                                                    |
| 21 | 20 | STYL Fashion Kft. (Korábban: STYL Ruhagyár Rt.)                                 | 2  | 5H, 7                                                                                      | STYL Fashion Kft., DELPHI Kft.                                          |
| 22 | 21 | Puskás Tivadar utca (Alkotás utca) (Korábban: Épületpanelgyár)                  | 1  | 5H                                                                                         | Gyógyszer elosztó, Épületpanelgyár                                      |
| 23 | 22 | Ipartelep, autóbusz-forduló (Korábban: Ipartelep, söripar)                      | 0  | 5H                                                                                         | Varroda, Flytech Kft.                                                   |